# 문덕초등학교 (경북)
문덕초등학교(文德初等學校)는 대한민국 경상북도 포항시 남구에 있는 공립 초등학교이다.

## 학교 연혁
- 1983.03.01 문덕국민학교 개교 인가(21학급, 927명)
- 1996.03.01 문덕초등학교로 개명
- 2003.03.01 경상북도교육청 YP활동 연구학교 운영(1년)
- 2006.03.01 경상북도교육청 사이버가정학습 시범학교 운영(2년)
- 2009.06.01 경상북도 과학전람회 최우수학교 수상
- 2010.03.01 경상북도교육청 과학교육 시범학교 운영(2년)
- 2011.03.01 교육복지우선지원사업교 선정(2년)
- 2011.12.14 경상북도 학교건강(보건) 최우수학교 수상
- 2013.02.04 포항시 나눔 교육 최우수학교 수상
- 2013.03.01 포항시장기교육장배 챔피언스리그 준우승
- 2013.11.16 2013 포항시장기 교육장배 초,중,고 챔피언스리그(준우승)
- 2014.06.03 제19회 교육장기 포항시 육상대회 여초1부 우승, 남초1부 3위
- 2014.09.01 제16대 이규호 교장선생님 취임
- 2014.12.23 2014학년도 학력향상학교
- 2015.02.17 제32회 줄업(졸업생 누계 4,378명)
- 2015.03.01 36학급(특수), 유치원 2학급 편성

## 참고 문헌
- 문덕초등학교 - 한국교육학술정보원 학교알리미

## 같이 보기
- 문덕초등학교 축구단